# 五月山緑地都市緑化植物園
五月山緑地都市緑化植物園（さつきやまりょくちとしりょっかしょくぶつえん、英: Satsukiyama Ryokuchi Urban Greenery Botanical Garden）は、大阪府池田市にある市立の都市緑化植物園である。

## 概要
所在地は五月丘五丁目2-5であり、五月山のふもとに当たる。当植物園は、杉ヶ谷川沿いの斜面のうちの 5.3 ヘクタールを利用して設けられた。指定管理者は、一般財団法人 池田みどりスポーツ財団（旧称：財団法人 池田市公共施設管理公社）である。
当植物園は、池田市立五月山動物園、池田市五月山体育館、池田城跡公園などとともに、五月山緑地内にある。園域には、五月山児童文化センターも含まれる。園内には、池田市緑のセンター (Green Center)、レストフラワーホール（温室）、ツツジ・サツキ園、芳香樹園、アジサイ園、実のなる樹園などの施設がある。レストフラワーホールは、1階建てで鉄骨構造であり、総面積が 227 平方メートルであり、冷温室や風除室が併設されている。

### 池田市緑のセンター
園芸教室やフラワーデザイン教室などが開催されている。建物は、2階建てで鉄筋コンクリート構造であり、延床面積は、およそ 390 平方メートルである。1階には、およそ 100 平方メートルの展示ギャラリー、およそ 40 平方メートルの事務室が設けられており、2階には、およそ 80 平方メートルの会議室、およそ 17 平方メートルの資料室、およそ 40 平方メートルの屋上野草園が設けられている。

## 由来
1981年（昭和56年）より、五月山緑地都市緑化植物園整備事業が進められる。1987年（昭和62年）1月8日、緑のセンターの建設工事が開始される。同年10月1日、緑のセンターが開設される。1988年（昭和63年）9月、緑のセンターの東側において、温室の建設工事が開始される。1989年（平成元年）4月28日、レストフラワーホール（温室）が完成される。同年5月12日、五月山緑地都市緑化植物園が開園される。

## 交通アクセス・周辺
阪急バス「五月丘小学校前」バス停から北へ徒歩1分ほどのところにある。阪急電鉄池田駅から、北東へ 1.4 キロメートルほどのところにある。南へ 220 メートルほどのところに、池田市立五月丘小学校がある。南へ 500 メートルほどのところに、小林一三記念館がある。南西へ 600 メートルほどのところに、池田城跡公園がある。北西へ 600 メートルほどのところに、池田市立五月山動物園がある。南東へ 850 メートルほどのところに、池田市立歴史民俗資料館がある。